# Malgobek
Malgobek (en rus: Малгобек) és una ciutat de la República d'Ingúixia, el 2019 tenia 38.200 habitants.

## Història
Malgobek fou fundada el 1935 com una ciutat obrera per a un jaciment de petroli. Ja hi havia a l'indret emplaçaments de txetxens. El 1939 obtingué l'estatus de ciutat.
Durant la Segona Guerra Mundial Malgobek fou ocupada per les tropes alemanyes el 12 de setembre de 1942, i alliberada per l'Exèrcit Roig el 3 de gener de 1943.